# Коханово (станция)
Ко́ханово (бел. Коханава) — железнодорожная станция Минского отделения Белорусской железной дороги на линии Минск — Орша. Расположена в одноимённом посёлке в 3,5 километрах от городского посёлка Коханово Толочинского района Витебской области, между остановочными пунктами Мартюхово и Голошевка.

## История
Строительство станции началось в конце 1860-х годов, введение в эксплуатацию состоялось вместе с железнодорожным участком Смоленск — Брест Московско-Брестской железной дороги (с 1912 года — Александровской) в ноябре 1871 года. В 1877—1879 годах на железнодорожной линии появились вторые пути. 1 июля 1896 года Московско-Брестская железная дорога, включая железнодорожную станцию были выкуплены государством. При строительстве, железная дорога прошла в трёх километрах южнее Толочина и располагалась в отдалении от города. В середине 1930-х годов вокруг станции возник пристанционный посёлок.
В 1936—1953 годах станция являлась частью Оршанского отделения Западной железной дороги, затем в составе Калининской железной дороги, в 1957 году станция передана в введение Белорусской железной дороги. В 1981 году станция была электрифицирована переменным током (~25 кВ) в составе участка Борисов — Орша-Центральная.

## Инфраструктура
Через станцию проходят около шести путей, один из которых является тупиковым, насчитывается примерно с десяток стрелочных переводов. От станции ведёт железнодорожное ответвление к Кохановскому трубному заводу, длиною в 5,4 километра, более короткие ответвления ведут к Льнообрабатывающему заводу и заводу железобетонных изделий. На железнодорожной станции осуществляются приём и выдача грузов, допускаемых к хранению на открытых площадках (§ 1), на железнодорожных путях необщего пользования (§ 3) и в крытых складах станции (§ 4). Для обслуживания грузов имеются погрузочно-выгрузочный путь № 7 полезной длиной 115 метров, вместимостью в 8 вагонов; высокая грузовая платформа, вместимостью в 5 вагонов (путь № 9) и погрузочно-выгрузочный путь № 5 вместимостью в 22 вагона.
Для обслуживания пассажиров (посадки-высадки) имеются три платформы прямой формы, имеющие длину по 155 метров каждая, платформа в сторону Минска — береговая, остальные платформы — островные. Пересечение железнодорожных путей осуществляется по двум наземным пешеходным переходам, оснащёнными предупреждающими плакатами, один из которых пересекает железнодорожные пути насквозь, второй — обеспечивает сообщение между платформой № 1 и 2. Здание пассажирского вокзала с залом ожидания и билетной кассой (работает с 7³° до 19 ³°) расположено на платформе в направлении Минска.

## Пассажирское сообщение
Ежедневно через станцию проходят и останавливаются электропоезда региональных линий эконом-класса (пригородные электрички), следующие до станций расположенных в Минске: Минск-Пассажирский, Минск-Восточный, о.п. Институт культуры (5-6 рейсов в день). До станции Орша-Центральная отправляются 5 рейсов в день. Интервал между отправлениями составляет от 2-х до 4-х часов, время в пути до Орши составляет 29 минут, до станции Минск-Пассажирский — в среднем 3 часа 20 минут.

## Достопримечательности
В деревне Звенячи, расположенной возле железнодорожной станции находится одна из двух сохранившихся в Беларуси шуховских водонапорных башен.